# جزیره بدو
جزیرهٔ بَدو (به انگلیسی: Badu Island) یک جزیره در کشور استرالیا است که در ایالت کوئینزلند قرار دارد و در تنگه تورس واقع شده‌است. این جزیره یکی از جزیره‌های جزایر تنگه تورس محسوب می‌شود.